# Nero (keizer)

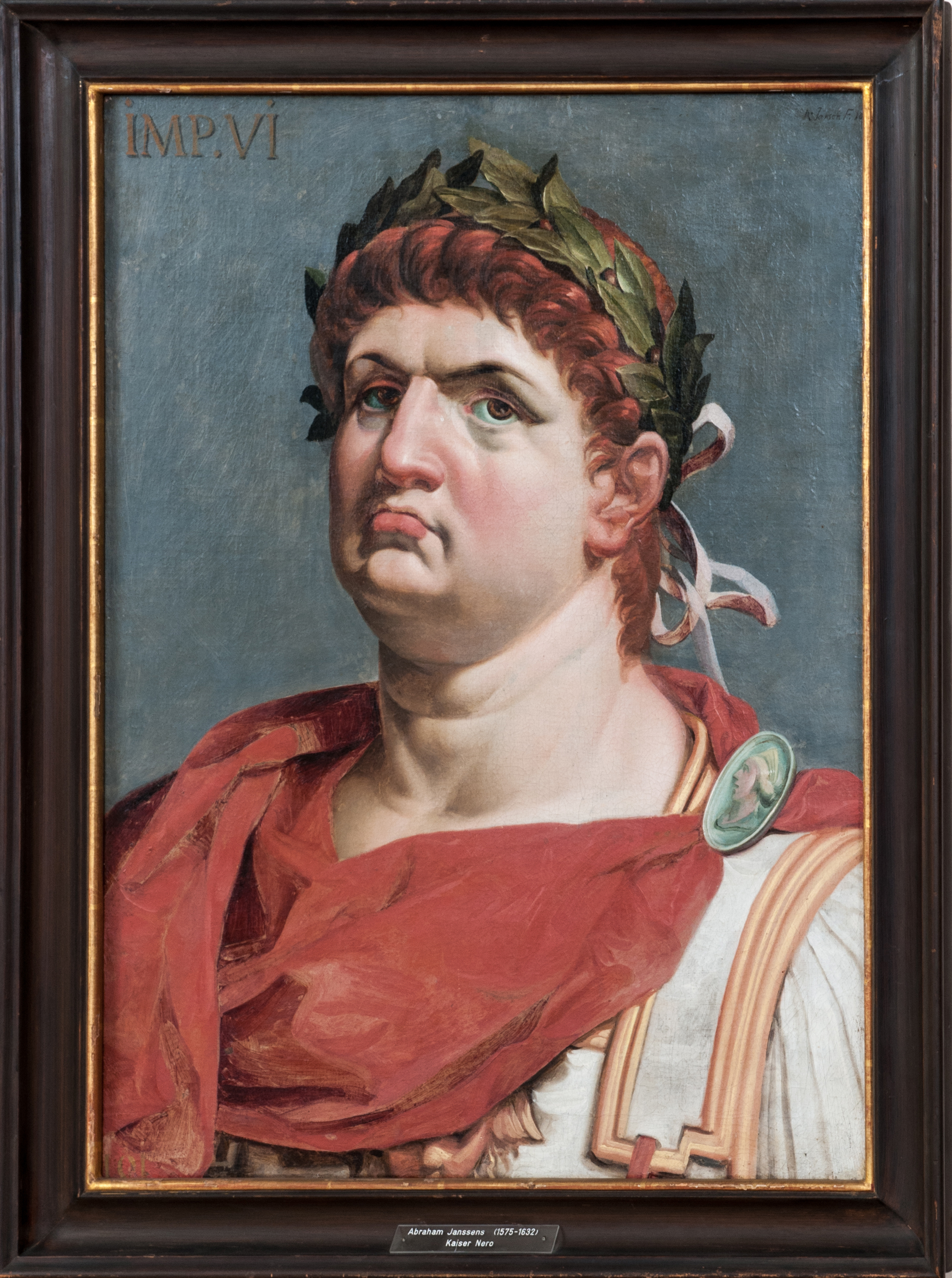
Abraham Janssens : Nero, (1620)

Nero (Antium, 15 december 37 – bij Rome, 9 juni 68) was de vijfde Romeinse keizer, van 13 oktober 54 tot 9 juni 68.
Nero was de zoon van Gnaeus Domitius Ahenobarbus en Agrippina de jongere en via haar verwant aan Gaius Julius Caesar Octavianus (Augustus). Hij beriep zich erop een bet-achterkleinzoon van keizer Augustus te zijn.

## Namen
Zijn oorspronkelijke naam was Lucius Domitius Ahenobarbus. Bij zijn adoptie door keizer Claudius veranderde zijn naam in Nero Claudius Caesar Drusus Germanicus. Toen hij keizer werd, werd zijn officiële naam Nero Claudius Caesar Augustus Germanicus en vanaf 66 Imperator Nero Claudius Caesar Augustus Germanicus.

## Opvolging van Claudius
In 50 wist Nero's moeder Agrippina, die met keizer Claudius was gehuwd, te bewerkstelligen dat Claudius de jonge Nero adopteerde en als opvolger aan te wijzen. De filosoof Seneca werd uit ballingschap teruggeroepen om als zijn leermeester te fungeren. In 53 trouwde Nero met de dochter van de keizer, Claudia Octavia. In oktober 54, toen Claudius overwoog Britannicus als opvolger aan te wijzen,  werd Claudius door Agrippina vergiftigd met paddenstoelen. Zijn zoon Britannicus werd vastgezet, zodat Nero zonder enige concurrentie tot keizer kon worden uitgeroepen.

## Moord op Britannicus
Britannicus stierf aan tafel op 11 februari 55, vergiftigd door Nero.
Tacitus schrijft in zijn Annales dat eerst een traagwerkend gif werd toegediend, maar dat Britannicus daar slechts diarree van kreeg. Daarop besloot Nero aan Locusta te vragen een nieuw, snelwerkend gif te maken. Vervolgens werd Britannicus een drankje aangeboden dat veel te heet was. De voorproever van Britannicus had van die hete drank geproefd, maar het gif zat in het water dat bedoeld was om de drank af te koelen. Het lijk van Britannicus werd verbrand in de regen en op het marsveld begraven. 
Historici vermoeden dat hij vermoord werd met een gif dat uit de monnikskap gemaakt werd.

## Invloed van Agrippina
Gedurende de eerste paar maanden van zijn keizerschap had Agrippina een aanzienlijke invloed, maar na de dood van Britannicus werd zij uit het paleis verstoten, zodat Nero, op 18-jarige leeftijd, alle macht in handen kreeg. Zijn belangrijkste adviseurs werden Seneca en de prefect van de pretoriaanse garde, Burrus, die zich op het juiste moment van Agrippina hadden afgekeerd. Vier jaar later (in 59) werd zij uiteindelijk in opdracht van haar eigen zoon vermoord.

## Vrede en welvaart
De eerste vijf jaren van zijn keizerschap waren een gouden tijd voor Rome en het Rijk, er heerste vrede en welvaart onder het kundig advies van Seneca en Burrus. De vergelijking ging zelfs op met het bestuur van Augustus (die tot dan als de beste keizer ooit gezien werd; het verschafte hem zelfs een godenstatus). Daarna echter hield Nero zich steeds minder bezig met het landsbestuur en gaf zich over aan zijn passies voor de Griekse cultuur, kunst, vooral toneel en muziek, maar ook drank en seks (waaronder een avontuur met een volksmeisje, Acte, maar ook perversiteiten). Hij liet het bestuur van het rijk feitelijk alleen nog maar over aan Seneca en Burrus.
In 62 kwam Burrus om het leven (volgens geruchten vermoord door Nero), Seneca diende zijn ontslag in nadat hij over de dood van Burrus had gehoord. Zijn ontslag werd door Nero geweigerd. Nero liet zich van Claudia Octavia scheiden en zij werd verbannen en vermoord. Nero verving haar door zijn maîtresse Poppaea, ex-vrouw van zijn vroegere vriend Otho die hij eerder als gouverneur naar Lusitania (tegenwoordig Portugal) had gestuurd.

## Veldtocht in het oosten
Ondertussen werd generaal Corbulo erop uitgestuurd om de Parthen een lesje te leren. Hij trok Armenië binnen en nam Artaxata en Tigranocerta in, maar uiteindelijk zette hij toch Tiridates I van Armenië, de broer van de Parthische koning Vologases I weer terug op de troon, ondanks opdrachten uit Rome om de Parthen voorgoed uit dit betwiste gebied te verdrijven. Daarop werd Paetus naar het oosten gestuurd om het over te nemen, maar deze leed een smadelijke nederlaag tegen de Parthen. Daarna kreeg Corbulo het bevel weer terug en streed een succesvolle campagne. Toch was de uiteindelijke uitkomst dat Tiridates weer op de Armeense troon bevestigd zou worden door Rome.
Nero liet Tiridates in 66 persoonlijk naar Rome komen - wettelijk was dat niet nodig - om zijn bevestiging uit handen van de keizer te ontvangen. Zo werd alle moeite die Corbulo gedaan had weer ongedaan gemaakt.

## Grote brand van Rome en Domus Aurea
Vanaf de grote brand van Rome en Domus Aurea ging het alleen maar bergafwaarts. Nero hield zich vrijwel alleen nog maar bezig met zijn passies en trad zelfs op als dichter, zanger en acteur, maar met zijn middelmatige talenten had dat een averechts effect op zowel de senaat als het volk. In de ogen van Romeinse patriciërs ondermijnde dit artistieke aspect zijn waardigheid en zijn gezag. Bovendien was hij er niet in geïnteresseerd om gebied te veroveren, wat men wel van een keizer verwachtte.
Er werden verschillende samenzweringen tegen hem ontdekt. Meestal kwam het initiatief van zijn hovelingen. De leiders van deze complotten werden terechtgesteld.
Bovendien verwoestte een grote brand in 64 een groot deel van Rome. Hoewel Nero niet in Rome was en veel deed om het leed te verzachten en de wederopbouw ter hand te nemen, deden geruchten de ronde dat hij zelf tot de brand opdracht had gegeven - vanwege het mooie schouwspel, of om plaats te maken voor een groot paleis. Ook deed het verhaal de ronde dat Nero tijdens de brand een gedicht over het brandende Troje aan het voordragen was op het balkon van zijn paleis. Deze geruchten kwamen onder andere tot stand doordat hij op het vrijgekomen terrein een fabelachtig paleis, de Domus Aurea, liet bouwen. Hij wentelde de verdenking van zichzelf af door de christenen de schuld te geven van de grote brand.
Het grote en luxueuze paleis dat Nero liet bouwen in het verwoeste deel van de stad (de Domus Aurea (Gouden Huis), die zich uitstrekte van de Palatijn tot de Esquilijn), vergrootte de haat die tegen hem bestond. Er kwam  een standbeeld van Nero van 35 meter hoog, later de Colossus genoemd. Het paleis verhinderde niet alleen een groot deel van de oorspronkelijke bewoners terug te keren naar hun woonplaats, maar verergerde ook de financiële crisis die ontstaan was door de wederopbouw van de rest van de verwoeste gedeeltes van de stad. Het is dan ook niet verwonderlijk dat in 65 door  Piso een complot tegen Nero werd gesmeed. Het lekte echter uit en Nero nam harde maatregelen. Piso, Seneca en zijn neef Lucanus werden gedwongen zelfmoord te plegen.

## Joden- en christenvervolgingen
Na het verlies van de Slag bij Beth Horon in 66 in Judea, begon de Joodse Oorlog. Vanaf toen werden joden en christenen vervolgd. Nero is bekend om zijn fanatieke christenvervolging en de wreedheden die hij tegen hen beging. Zo zou hij bijvoorbeeld gevangen christenen in teer hebben laten dopen en in brand laten steken, om ze als verlichting te laten dienen tijdens zijn feesten.

## Dood van Nero
Uiteindelijk betekende een op zich niet zo belangrijke opstand in 68 in Gallia, die door Verginius Rufus werd neergeslagen, het einde voor Nero (zie het vierkeizerjaar). Deze gebeurtenis was echter de aanleiding voor verschillende andere opstanden van Galba en Otho (Spanje en Portugal), Rufus (die Vindex had verslagen) en Lucius Clodius Macer in Noord-Afrika. Uiteindelijk zette de Senaat Nero af. Toen men hem kwam arresteren dreef hij na lang aarzelen een dolk in zijn keel, onder het spreken van de woorden Qualis artifex pereo (Welk een kunstenaar sterft er met mij...). Waarschijnlijk was de steek niet dodelijk en heeft Epaphroditus, een vrijgelatene van Nero en een van de weinigen die hem tot het einde toe trouw waren gebleven, hem uiteindelijk de fatale steek toegediend. Hij liet het Rijk bankroet en in totale chaos achter. De senaat vervloekte zijn nagedachtenis met de damnatio memoriae.

## Betrouwbaarheid van de bronnen
Dit beeld van Nero is gebaseerd op de voornaamste overgeleverde bronnen over Nero's keizerschap: Tacitus, Suetonius en Cassius Dio. Maar weinig bronnen geven een gunstig beeld over Nero: het gaat om onder meer Lucanus Pharsalia (Bellum civile, Burgeroorlog), Seneca De Clementia (Over genade) en Dio Chrysostomus Redevoeringen. Toch tonen deze en nog enkele andere bronnen (Tacitus en andere) hem als een keizer die vooral in het Oosten populair was bij het gewone Romeinse volk. Onderzoek naar Nero is problematisch. Sommige historici zetten vraagtekens bij de betrouwbaarheid van de antieke bronnen die melding maken van Nero als tiran.

## Galerij

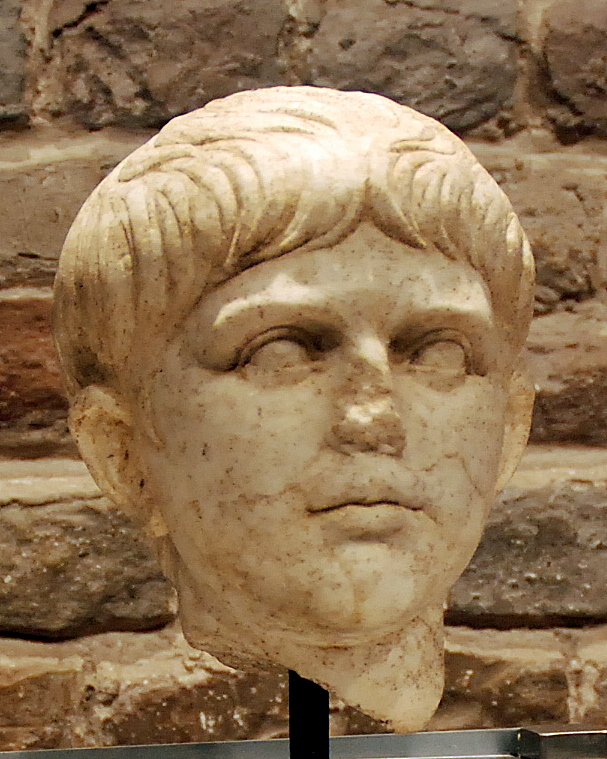
Nero in het Römisch-Germanisches Museum te Keulen
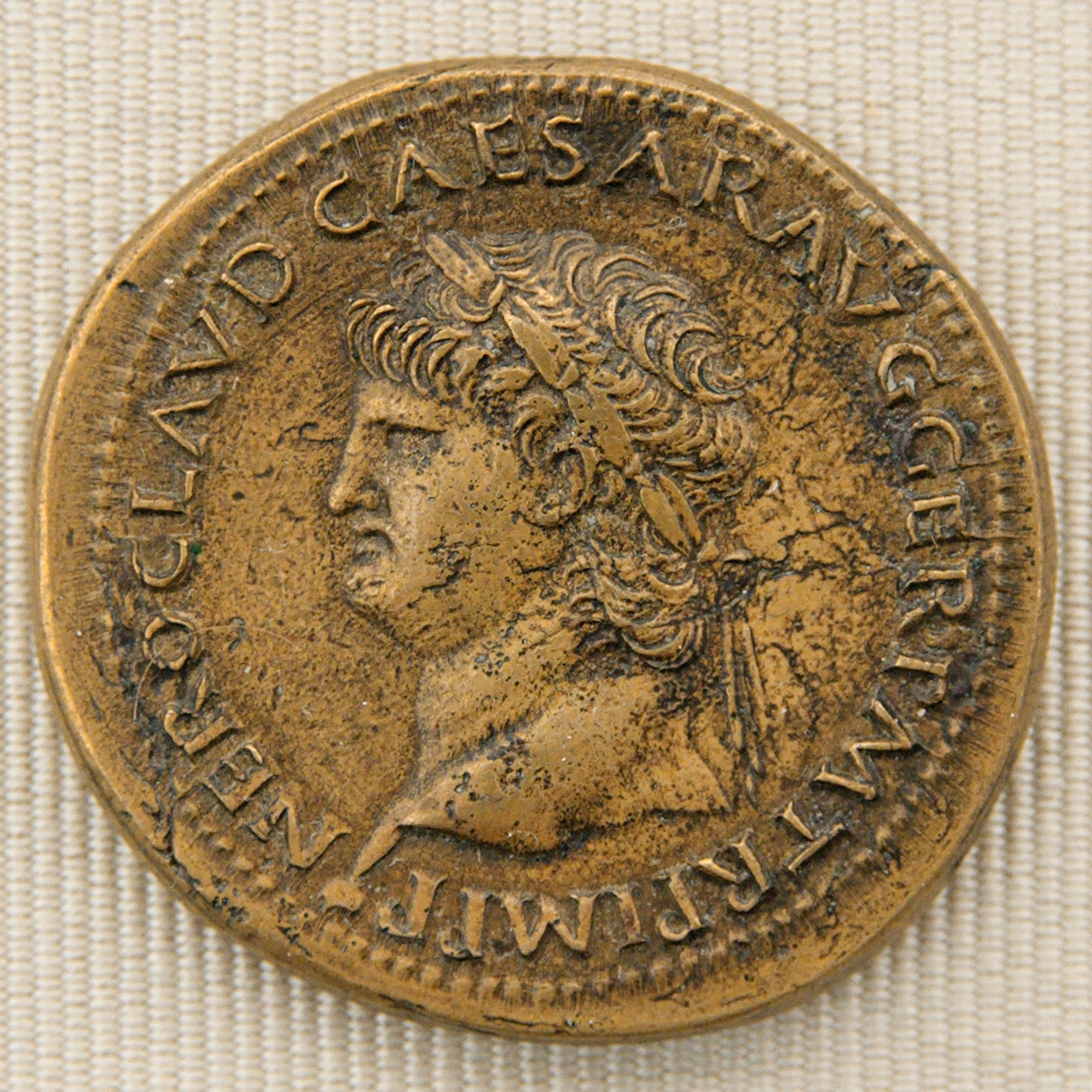
Sestertius geslagen in 65 te Lyon
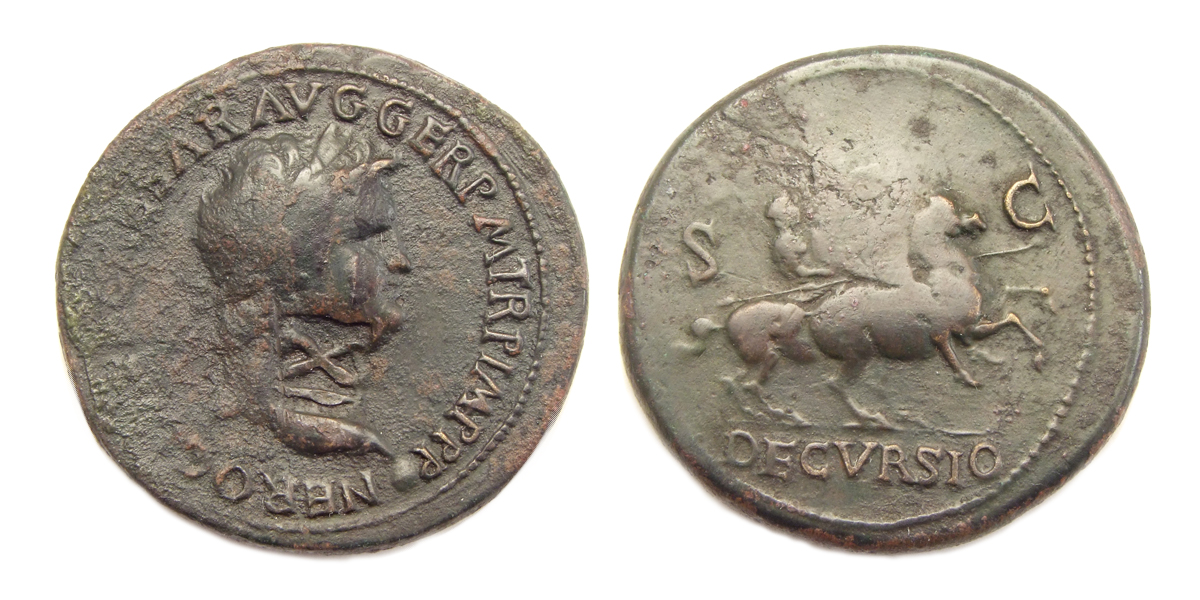
Sestertius van Nero met klop "X" van het 'Legio X Gemina'
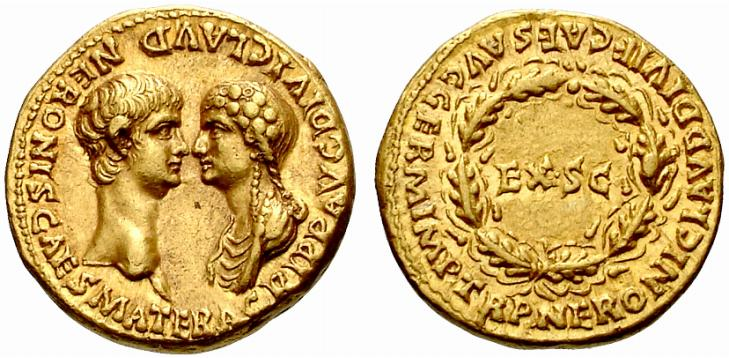
Aureus uit 54 n.Chr. met de hoofden van Nero en Agrippina, op de voorzijde voorzien van de legende AGRIPP AVG DIVI CLAVD NERONIS CAES MATER. De keerzijde toont een krans van eikenbladeren rondom de letters EX S C (ex. senatus consulto, bij senaatsbesluit, met goedkeuring van de senaat) en bevat de legende NERONI CLAVD DIVI F CAES AVG GERM IMP TR P.

### Primair
- Tacitus, Histories, I-IV (c. 105)
- Tacitus, Annals, XIII–XVI (c. 117)
- Josephus, War of the Jews, Books II-VI (c. 94)
- Josephus, Antiquities of the Jews, Book XX (c. 94)
- Cassius Dio, Roman History, Books 61–63 (c. 229)
- Plutarch, The Parallel Lives, The Life of Galba (c. 110)
- Philostratus II, Life of Apollonius Tyana, Books 4–5, (c. 220)
- Suetonius, The Lives of Twelve Caesars, Nero (c. 121)

### Secundair en overige literatuur
- Herbert W. Benario,  Nero op De Imperatoribus Romanis.
- Edward Champlin, Nero. Harvard: Harvard University Press, 2003 (paperback, ISBN 0-674-01822-2).
- Stephen Dando-Collins, Nero's Killing Machine: The True Story of Rome's Remarkable 14th Legion, John Wiley & Sons, Hoboken, 2004.
- Stephen Dando-Collins,  The Great Fire of Rome: The Fall of the Emperor Nero and His City, Da Capo Press, Cambridge, 2010.
- Lindsey Davis, The Third Nero (Flavia Albia #5), Hodder & Stoughton, Londen, 2017.
- John Donahue, "Galba (68-69 A.D.)" op De Imperatoribus Romanis.
- Alexandre Dumas père, Acté (vert. De slavin van keizer Nero), 1838.
- Michael Grant. Nero. New York: Dorset Press, 1989 (ISBN 0-88029-311-X).
- Miriam T. Griffin, Nero: The End of a Dynasty. New Heaven, CT; London: Yale University Press, 1985 (hardcover, ISBN 0-300-03285-4); London; New York: Routledge, 1987 (paperback, ISBN 0-7134-4465-7).
- Anton van Hooff. Nero & Seneca: De despoot en de denker, Ambo, Amsterdam, 2010.
- Richard Holland,  Nero: The Man Behind the Myth. Stroud: Sutton Publishing, 2000 (paperback ISBN 0-7509-2876-X).
- Dezső Kosztolányi. Nero, a Véres Költő (vert. Nero, de bloedige dichter), Genius, Boedapest, 1922.
- Hubert Monteilhet,  Neropolis, J.-J. Pauvert chez Julliard, Parijs, 1984.
- Henryk Sienkiewicz. Quo Vadis (vert. Quo Vadis?: Een verhaal uit de tijd van Nero), 1895.
- Philipp Vandenberg, Nero (vert. Nero, keizer en God, kunstenaar en zot), Bertelsmann, 1981.
- Brian Herbert Warmington, Nero: Reality and Legend. London: Chatto & Windus, 1969 (hardcover, ISBN 0-7011-1438-X); New York: W.W Norton & Company, 1970 (paperback, ISBN 0-393-00542-9); New York: Vintage, 1981 (paperback, ISBN 0-7011-1454-1).
- Nero Nero: The Actor-Emperor (Internet Archive)
- Nero artikel in het historische bronnenboek van Mahlon H. Smith
- Nero gegevens en citaten door Romans On Line
- Nero Caesar Levensschets op Bible History Online
- Nero Claudius Drusus Germanicus in de Illustrated History of the Roman Empire.